# Hanne Eriksen
Hanne Mandsfeldt Eriksen (ur. 20 września 1960 w Kopenhadze) – duńska wioślarka, brązowa medalistka olimpijska.

## Kariera
Wystąpiła na igrzyskach olimpijskich w Los Angeles w 1984, gdzie osada Dani w składzie: Hanne Eriksen, Birgitte Hanel, Lotte Koefoed, Bodil Steen Rasmussen i Jette Hejli Sørensen zdobyła brązowy medal, plasując się o 1,91 sekundy za osadą Rumunii i o 0,45 sekundy za osadą USA. Był to jej jedyny start olimpijski.
W tej samej konkurencji zajęła także siódme miejsce na mistrzostwach świata w Duisburgu (1983).